# Federación Mexicana de Radioexperimentadores
Die Federación Mexicana de Radioexperimentadores (deutsch etwa „Mexikanische Föderation der Funkamateure“), kurz FMRE, ist der nationale Verband der Funkamateure in Mexiko.

## Geschichte
Sie wurde 1932 unter dem Namen Liga Mexicana de Radioexperimentadores gegründet und änderte 1988, als sie dem mexikanischen Sportverband Confederación Deportiva Mexicana beitrat, den ersten Namensbestandteil in Federación.
Ursprung waren dreißig Radioexperimentadores, die sich in der Colonia Roma (Calle de Sinaloa 33) trafen, einem Stadtviertel südlich der Zona Rosa unweit des Stadtzentrums. Das Motto, dass sie sich gaben, lautete: „Por la patria y la humanidad“ (deutsch „Für das Vaterland und die Menschheit“).
Die FMRE ist eine gemeinnützige Gesellschaft, die ihre Mitglieder fördert und deren Aktivitäten unterstützt. Sie besteht aus 32 Unterverbänden (spanisch asociaciones), einem für jeden der 31 Gliedstaaten des Landes plus dem, der die UNAM und die IPN vertritt, also die Nationale Autonome Universität von Mexiko (spanisch Universidad Nacional Autónoma de México) und die Nationale Polytechnische Hochschule (spanisch Instituto Politécnico Nacional).
Die traditionsreiche Hauszeitschrift des Verbandes trägt den Titel Ondacorta (deutsch Kurzwelle). Sie widmet sich den diversen Mitgliederaktivitäten, wie Amateurfunkwettbewerben, Aktionen wie SOTA und „DXpeditionen“, sowie den typischen Themen des Amateurfunks, wie Sende- und Empfangstechnik,  Antennentechnik, Testberichte, Bauanleitungen und so weiter.
Die FMRE ist Mitglied der International Amateur Radio Union (IARU Region 2), der internationalen Vereinigung von Amateurfunkverbänden, und vertritt dort die Interessen der mexikanischen Funkamateure.